# Satz von Mourier
Der Satz von Mourier ist ein Lehrsatz der Wahrscheinlichkeitsrechnung, einem der Teilgebiete der Mathematik. Er geht auf die französische Mathematikerin Édith Mourier zurück und formuliert eine hinreichende Bedingung zum Bestehen des starken Gesetzes der großen Zahlen für gewisse Folgen von Zufallselementen in einem separablen Banachraum über dem Körper der reellen Zahlen. Der Satz lässt sich als Verallgemeinerung des zweiten kolmogorowschen Gesetzes der großen Zahlen auffassen.

## Formulierung des Satzes
Der Satz lässt sich angeben wie folgt:
Gegeben seien ein Wahrscheinlichkeitsraum {\displaystyle (\Omega ,{\mathcal {A}},\operatorname {P} )}, ein separabler {\displaystyle \mathbb {R} }-Banachraum {\displaystyle (X,\|{\cdot }\|)} und eine Folge 
{\displaystyle {\xi }_{n}\colon (\Omega ,{\mathcal {A}},\operatorname {P} )\to (X,\|{\cdot }\|)\;(n\in \mathbb {N} )}
von Zufallselementen in {\displaystyle X}.
Die Folge sei stochastisch unabhängig und ihre Glieder {\displaystyle {\xi }_{n}\;(n\in \mathbb {N} )}  seien identisch verteilt.
 Dabei gelte
{\displaystyle \operatorname {E} {\bigl (}\|{\xi }_{1}\|{\bigr )}<{\infty }}   .
 Dann gilt {\displaystyle \operatorname {P} }-fast sicher die Konvergenz
{\displaystyle \lim _{n\to \infty }{\frac {1}{n}}\sum _{j=1}^{n}\xi _{j}=\operatorname {E} {\bigl (}{\xi }_{1}{\bigr )}}   .

## Erläuterungen
- Eine Borel-messbare Zufallsvariable  {\displaystyle \xi \colon (\Omega ,{\mathcal {A}},\operatorname {P} )\to (X,{\mathcal {B}}(X))}  mit Werten in einem topologischen Raum {\displaystyle X}  wird allgemein als Zufallselement bezeichnet.
- Bei einem Zufallselement {\displaystyle \xi } mit Werten in einem separablen normierten {\displaystyle \mathbb {R} }-Vektorraum {\displaystyle (X,\|{\cdot }\|)} wird mit {\displaystyle \operatorname {E} {\bigl (}\xi {\bigr )}} stets dessen Erwartungswert bezeichnet, sofern dieser definiert ist. Er ist zumindest immer dann definiert, wenn für {\displaystyle \xi } das Pettis-Integral existiert. Ist dies der Fall, so ist der Erwartungswert gleich dem Pettis-Integral. Der Erwartungswert {\displaystyle \operatorname {E} {\bigl (}\xi {\bigr )}}  zeichnet sich dadurch aus, dass für stetige Linearformen {\displaystyle f\colon (X,\|{\cdot }\|)\to \mathbb {R} } stets {\displaystyle \operatorname {E} {\bigl (}f\circ \xi {\bigr )}=f(\operatorname {E} {\bigl (}\xi {\bigr )})} gilt.[4]
- Für ein Zufallselement {\displaystyle \xi } mit Werten in einem separablen {\displaystyle \mathbb {R} }-Banachraum {\displaystyle (X,\|{\cdot }\|)} ist  {\displaystyle \|\xi \|\colon (\Omega ,{\mathcal {A}},\operatorname {P} )\to \mathbb {R} \;,\;\omega \mapsto {\|\xi (\omega )\|}\;(\omega \in \Omega )} stets eine  nichtnegative reelle Zufallsvariable, für die der Erwartungswert {\displaystyle \operatorname {E} {\bigl (}\|\xi \|{\bigr )}\in [0\;,\;{\infty }]} stets existiert.[5]    Ist dabei sogar {\displaystyle \operatorname {E} {\bigl (}\|\xi \|{\bigr )}<{\infty }}, so existiert auch der Erwartungswert {\displaystyle \operatorname {E} {\bigl (}\xi {\bigr )}} .[6]

## Verwandtes Resultat im Zusammenhang mit Kolmogorows erstem Gesetz der großen Zahlen
Ausgehend von dem Satz von Mourier ergibt sich die Frage, ob und inwieweit auch Kolmogorows  erstes Gesetz der großen Zahlen auf Folgen von Zufallselementen in normierten Vektorräumen auszudehnen ist. Wie sich zeigen lässt, ist diese Ausdehnung zumindest immer im Falle der separablen Hilberträume möglich. Es gilt nämlich der folgende Satz:
Gegeben seien ein Wahrscheinlichkeitsraum {\displaystyle (\Omega ,{\mathcal {A}},\operatorname {P} )}, ein separabler {\displaystyle \mathbb {R} }-Hilbertraum {\displaystyle H=(H,\langle \cdot ,\cdot \rangle ,{\|{\cdot }\|})}  und eine Folge 
{\displaystyle {\xi }_{n}\colon (\Omega ,{\mathcal {A}},\operatorname {P} )\to H\;(n\in \mathbb {N} )}
von Pettis-integrierbaren Zufallselementen in {\displaystyle H}.
Die Folge sei stochastisch unabhängig und es gelte
{\displaystyle \sum _{n=1}^{\infty }\;{\frac {\operatorname {E} {\bigl (}{\|{\xi }_{n}-\operatorname {E} ({\xi }_{n})\|}^{2}{\bigr )}}{n^{2}}}<{\infty }}   .
Dann genügt die Folge  der Bedingung
{\displaystyle \operatorname {P} \left(\lim _{n\to \infty }{\frac {\|\sum _{j=1}^{n}{{\bigl (}{\xi }_{j}-{\operatorname {E} ({\xi }_{j})}{\bigr )}\|}}{n}}=0\right)=1}
und damit dem starken Gesetz der großen Zahlen.